# Bitrig
Bitrig era un sistema operativo basato su OpenBSD e sviluppato esclusivamente per le piattaforme X86-64 e Armv7.
Il suo sviluppo è stato interrotto e parte dei contributi di Bitrig sono stati integrati in OpenBSD.
Bitrig, nonostante il suo breve ciclo di vita, ha ottenuto diversi successi che vale la pena ricordare.
Il porting di FUSE/Puffs ha permesso a Bitrig di supportare il file system in userspace, migliorando la flessibilità nella gestione dei file system. La sostituzione di Libstdc++ con Libc++ ha ammodernato la gestione delle librerie standard C++. Il Supporto PIE (Position-Independent Executables) per X86-64 ha migliorato la sicurezza rendendo più difficile per gli attaccanti prevedere gli indirizzi di memoria degli eseguibili. Il supporto del Kernel NDB che ha offerto nuove funzionalità e miglioramenti per il Kernel di Bitrig.
Supportava le partizioni GPT, offrendo flessibilità e capacità superiori rispetto alle partizioni MBR. I piani futuri includevano il supporto alla virtualizzazione e EFI per una moderna interfaccia tra sistema operativo e firmware.
Questi progressi mostrano l'ambizione e l'innovazione del progetto, anche se il suo sviluppo non è durato a lungo.
Lo sviluppo poggiava su strumenti moderni come Git e LLVM / Clang che hanno aiutato Bitrig di mantenersi all'avanguardia e gestire in modo efficiente il codice.
Il progetto Bitrig mirava a creare un codice "commercialmente amichevole" ("commercially friendly code base") offrendo la possibilità di utilizzarlo e integrarlo in applicazioni commerciali. Questo significava adottare pratiche e strumenti che evitassero complicazioni legali o restrizioni che potessero rendere difficile l'uso del sistema operativo in ambito commerciale.
Un esempio concreto era l'uso limitato degli strumenti GNU, noti per essere sotto la licenza GPL che può avere restrizioni più stringenti per l'uso commerciale. Bitrig utilizzava Texinfo come unico strumento GNU.